# Jan Tromp (kunstschilder)
Jan Tromp (Leeuwarden, 2 maart 1945) is een Friese schilder uit Harlingen.
Als leerling van Matthijs Röling behoort hij tot de Noordelijke Realisten, waartoe ook streekgenoten Pieter Pander en Douwe Elias gerekend worden.
Jan Tromp volgde een opleiding tot leraar lichamelijke opvoeding. Hij werkte aanvankelijk hoofdzakelijk aan de Stedelijke Scholengemeenschap in Leeuwarden. Hij kreeg interesse in kunst toen hij zich bezig ging houden met fotografie. Dat resulteerde in de jaren tachtig in het winnen van diverse prijzen. In 1982 won hij twee eerste prijzen in de door het natuurtijdschrift Grasduinen georganiseerde internationale wedstrijd. Tevens won hij prijzen in internationale fotowedstrijden van Olympus en Nikon.
In de jaren negentig koos hij voor de schilderkunst. Inmiddels heeft hij een tiental exposities op zijn naam staan. De onderwerpen zijn divers, maar hij is vooral bekend van het maken van portretten van mens en dier, veelal in opdracht.  Het opvallendste werk was het portretteren in 2009 van wijlen commissaris der Koningin van de provincie Drenthe Relus ter Beek in opdracht van Gedeputeerde Staten.